# Brightwell Baldwin
Brightwell Baldwin – wieś w Anglii, w hrabstwie Oxfordshire, w dystrykcie South Oxfordshire. Leży 18 km na południowy wschód od Oksfordu i 67 km na zachód od Londynu. W 2011 miejscowość liczyła 208 mieszkańców.